# ローゼベーケの戦い
ローゼベーケの戦い（ローゼベーケのたたかい、英語: Battle of Roosebeke）は、 1382年11月27日にベルギー・フランドル地方のローゼベーケ（ウェストローゼベーケ）で起こった、フランドル軍とフランス王国軍の戦いである。同年5月のベーフェルハウツスフェルトの戦いで、反乱を起こしたヘントの軍に敗北を喫したフランドル伯ルイ2世はフランスに援軍を求め、この戦いでヘント率いるフランドル諸都市の軍を撃破。ヘントの指導者フィリップ・ヴァン・アルテベルデを戦死させた。

## 背景

### フランドル問題
イングランド産の羊毛で毛織物を生産して栄えたフランドルはイングランドとの関係が深かった。その富を狙ったフランス王フィリップ4世が1300年にフランドルを併合したものの、都市同盟が反乱を起こして独立。その後、親フランス政策をとったフランドル伯ルイ1世に対し都市同盟は再び反乱を起こしてこれを一度は追放するが、フランス王の介入で復権したため、フランドル伯は親フランス、都市市民は親イングランドというねじれ状態が続き、百年戦争勃発の遠因となった。

### 百年戦争勃発
フランスのヴァロワ朝との関係悪化に伴い、イングランド王エドワード3世は1336年にフランスへの羊毛輸出禁止に踏み切り、フランドルの毛織物産業は大打撃を受けた。英仏間で百年戦争が勃発した1337年に ヤコブ・ヴァン・アルテベルデの指導で中心都市ヘントで反乱が起きると、フランドル諸都市も追随してフランドル伯を追放し、1340年にエドワード3世に忠誠を誓った。その後、フランドル伯ルイ2世が都市の反乱を鎮圧してイングランドの影響力を排除するが、1379年にヘントがヤコブの息子フィリップ・ヴァン・アルテベルデに率いられて再度反乱を起こした。

### フランスの反応
フランス王シャルル6世（狂気王）の幼少の間、摂政としてフランスを支配していたのは、 王の叔父であるブルゴーニュ公フィリップ2世（豪胆公）だった。フィリップ豪胆公の妻はフランドル伯ルイ2世の娘マルグリット3世であり、フィリップ豪胆公は義父を支援するためフランドルの反乱軍に圧力をかけるべくウェストローゼベーケに兵を配置した。

### ベーフェルハウツスフェルトの戦い
ヘントの反乱に対しフランドル伯は町を包囲した。市民側は交渉を申し出たが、フランドル伯は「15歳から60歳の男は首に縄を巻いて降伏せよ。誰を生かし、誰を処刑するかはこちらが決める」と応じた。1382年5月、徹底抗戦を決めたヘントの反乱軍はフランドル伯側
のブルッヘの町を急襲し、優勢なフランドル伯軍を破った（ベーフェルハウツスフェルトの戦い）。ヘントの勝利の報が伝わると、反乱はフランドル全土に広がった。

## 戦闘の経緯

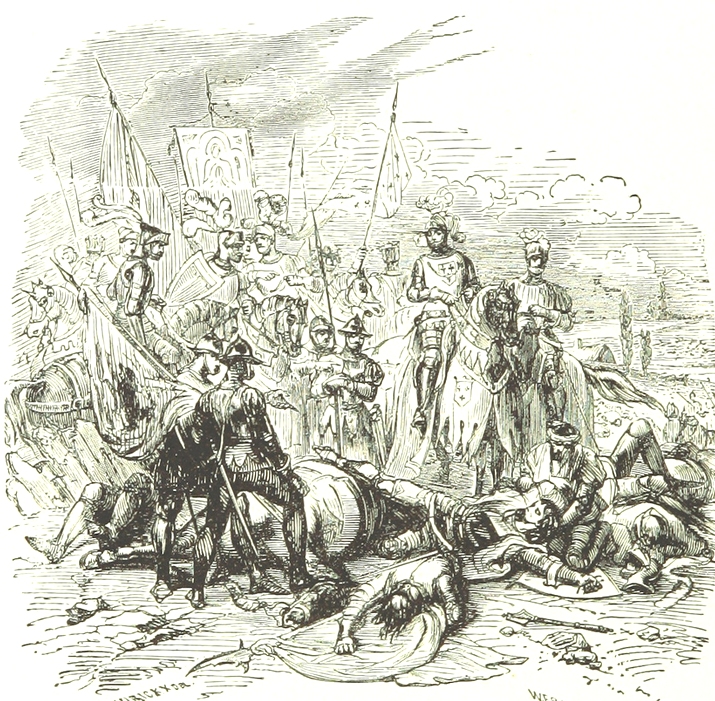
戦死したアルテベルデの遺体とシャルル6世

### コミーヌの前哨戦
自分たちが支配するフランドルの平民たちの反乱に直面したフランス貴族たちは事態を重視し、フランドル伯の援軍を決めた。約12,000のフランス軍の中には国王シャルル6世、摂政フィリップ豪胆公、「屠殺者」の異名を持つフランス総司令官オリヴィエ・ド・クリッソンらの姿があった。フランスの伝説的な深紅の軍旗「オリフラム」（黄金の炎の意、戦場で掲げられている間は敵に慈悲を見せず捕虜はとらないとされた）がポワティエの戦い以来約30年ぶりにフランス軍の陣頭に翻った。
レイエ川近くのコミーヌに差し掛かったフランス軍は900人のフランドル軍の足止めに遭った。橋が落とされていたため、クリッソンは志願した400騎を率いて秘かに渡河し、翌朝戦闘が始まると対岸から本隊を援護した。クリッソンの奇襲もあり、レイエ川には再び橋が架けられ、川を渡ったフランスの大軍はフランドル槍兵を追い払った。この小競り合いの後、多くのフランドルの都市がフランス王に高額の賠償金を支払って和を請うた。

### ローゼベーケの戦い
数で優勢なフランス軍の接近を知ったアルテベルデは、目下攻撃中だったアウデナールデの包囲を解いてパッシェンデール（現ゾンネベーケ）近くの丘の上にフランドル軍を布陣させた。11月27日朝、丘の反対側に陣を布いたフランス軍に対し、アルテベルデは濃霧に乗じて攻撃をしかけた。フランドル軍は騎兵の突破を防ぐため密集方陣の隊形をとっていたが、フランドル市民軍の密集方陣に騎兵が壊滅させられた金拍車の戦いを忘れていなかったフランス軍は騎馬突撃ではなく歩兵の波状攻撃でこれに応じた。フランス軍の攻撃を何とか撃退して反撃に出ようとしたフランドル軍だったが、フランス軍指揮官のクリッソンはフランドル軍の無防備な側面を見逃さず、重騎兵で襲わせた。パニックに陥ったフランドル軍は後方の兵から逃げ始め、本隊もフランス軍の猛攻に押しまくられて徐々に敗走してアルテベルデは戦死した。フランドル軍の潰走後、戦場に残されたアルテベルデの遺体はシャルル6世の前に晒された後に木に吊された。

## 戦後
この戦勝によりフィリップ豪胆公が得たものは少なかった。フランドル伯ルイ2世が2年後の1384年に死ぬとフィリップ豪胆公がフランドル伯を継いだが、ヘントの反乱は 1385年まで続き、トゥルネーの和約でヘントの特権が認められてようやく終わった。